# 누구나 외로운 계절
누구나 외로운 계절(A Nely Season)은 한국에서 제작된 김종관 감독의 2006년 드라마 영화이다. 정보훈 등이 주연으로 출연하였고 김종관 등이 제작에 참여하였다.

## 출연

### 주연
- 정보훈
- 정대훈